# Lindackeria paraensis
Lindackeria paraensis är en tvåhjärtbladig växtart som beskrevs av João Geraldo Kuhlmann. Lindackeria paraensis ingår i släktet Lindackeria och familjen Achariaceae. Inga underarter finns listade i Catalogue of Life.